# Fratercula
Fratercula Brisson, 1760 è un genere di uccelli caradriformi della famiglia Alcidae.

## Descrizione
Le specie appartenenti a Fratercula sono uccelli marini di medie dimensioni, con un piumaggio prevalentemente nero superiormente e bianco inferiormente.
I larghi becchi, che durante il resto dell'anno sono più piccoli e monocromatici, durante il periodo riproduttivo sfoggiano una gran varietà di colori, soprattutto sfumature di rosso, arancione e nero. Le ali sono corte e adattate a nuotare sott'acqua, e durante il volo vengono battute molto rapidamente (400 volte al minuto circa).

## Biologia
Si cibano prevalentemente di piccoli pesci e zooplancton che catturano tuffandosi e nuotando sott'acqua.
Le coppie, fedeli per lungo tempo, nidificano in colonie numerose su scogli e isole rocciose; le femmine depongono un solo uovo in una fenditura naturale o in una vecchia tana (che talvolta viene foderata di erba, foglie e piume), ed entrambi i genitori si alternano nella cova.

## Distribuzione e habitat
Il genere è distribuito nelle regioni settentrionali dell'Oceano Pacifico e dell'Oceano Atlantico.

## Tassonomia
Questo genere comprende tre specie viventi:
- Fratercula arctica (Linnaeus, 1758) - pulcinella di mare
- Fratercula corniculata (J.F.Naumann, 1821) - pulcinella dal corno
- Fratercula cirrhata (Pallas, 1769) - pulcinella dai ciuffi

Sono state descritte anche tre specie fossili:
- † Fratercula dowi, del tardo Pleistocene o dell'inizio dell'Olocene
- † Fratercula sp. 1, dell'inizio del Pliocene
- † Fratercula sp. 2, dell'inizio del Pliocene

## Comportamento

### Alimentazione
Come molti uccelli, i fratercula si nutrono sia di pesce che di zooplancton, ma nutrono i loro pulcini soprattutto con piccoli pesci marini, più volte al giorno. I fratercula si distinguono per la loro capacità di tenere nel becco diversi piccoli pesci per volta (a volte più di una dozzina) in senso trasversale, invece di rigurgitare il pesce inghiottito. Questo permette loro di fare viaggi più lunghi alla ricerca di cibo, in quanto possono tornare con più energia alimentare per il loro pulcino rispetto a un uccello che può trasportare solo un pesce alla volta. Questo comportamento è reso possibile dall'esclusivo meccanismo di chiusura del becco, che permette al bordo superiore e inferiore del morso di entrare in contatto con diverse angolazioni.

### Allevamento
I fratercula si riproducono in colonie sulle coste e sulle isole; diversi siti di riproduzione insulari, attuali o passati, sono chiamati Fratercula Island. Il maschio di 
tupico atlantico costruisce un nido e mostra un forte attaccamento al sito del nido. Entrambi i sessi dei fannulloni cornuti contribuiscono a costruire il loro nido. Le tane del nodello cornuto sono solitamente profonde circa 1 metro e terminano con una camera, mentre il tunnel che conduce alla tana del nodello ciuffato può essere lungo fino a 2,75 metri. Il substrato di nidificazione dei fratercula dal ciuffo e dell'Atlantico è costituito da terreno soffice in cui vengono scavate gallerie; i siti di nidificazione dei fratercula cornuti sono invece costituiti da fessure nelle rocce. La tana del tupico atlantico è solitamente rivestita di materiale come erba, foglie e piume, ma a volte è priva di rivestimento. Le uova di tupico atlantico sono di solito di colore bianco crema, ma occasionalmente si trovano uova di colore lilla.